# Calogero Vizzini

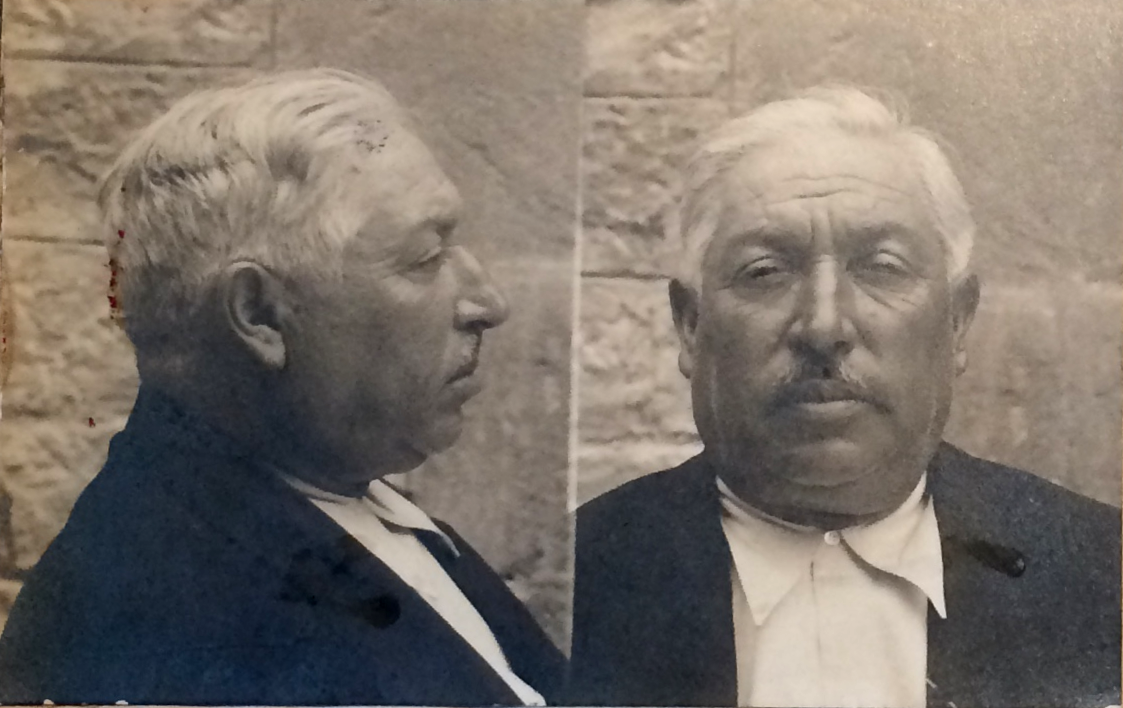
Foto segnaletica di Calogero Vizzini all'età di 58 anni

(dal Manifesto funebre di Calogero Vizzini)
Calogero Vizzini, soprannominato Don Calò (Villalba, 24 luglio 1877 – Villalba, 12 luglio 1954), è stato un mafioso italiano, legato a Cosa nostra e considerato il «capo dei capi» dalla pubblicistica italiana dell'epoca. Secondo il collaboratore di giustizia Antonino Calderone, negli anni cinquanta Vizzini era il rappresentante mafioso della provincia di Caltanissetta.

## Biografia

### I primi anni
Calogero Vizzini nacque a Villalba, in provincia di Caltanissetta, da Beniamino e Salvatrice Scarlata. Il padre era un contadino, mentre i suoi fratelli Giovanni e Salvatore diventarono entrambi preti e un suo parente fu  vescovo: lo zio materno, monsignor Giuseppe Scarlata,  vescovo di Muro Lucano, in Basilicata. Diversamente da loro, Calogero non completò le scuole elementari, rimanendo dunque un semianalfabeta, e si unì alla cosca del bandito Francesco Paolo Varsalona, che operava nelle campagne tra Cammarata e Castronovo di Sicilia, dove esercitava il furto e il contrabbando di bestiame e imponeva il pagamento della "protezione" ai proprietari terrieri, che si servivano della banda di Varsalona come intermediari per reprimere le rivendicazioni dei contadini.
Nel 1902 venne arrestato e imputato per una rapina, ma il processo terminò con una assoluzione per insufficienza di prove. Stessa sorte toccò al processo che lo vide, l'anno successivo, imputato per associazione a delinquere insieme ad altri uomini della banda Varsalona. Nel 1904 venne fatta ritrovare soltanto la testa mozzata del bandito Varsalona, probabilmente perché diventato troppo scomodo per la mafia locale, che se ne sbarazzò. 
Nel 1908 Vizzini acquistò una parte del locale feudo Belici, negoziando un accordo tra il proprietario, Ruggiero Thomas de Barbarin, e la locale cassa rurale, il cui presidente era un suo zio; nel 1919 divenne uno dei principali azionisti della solfara Gessolungo, nei pressi di Caltanissetta, e nello stesso periodo anche della miniera Gibellini, sita tra Montedoro e Racalmuto. Durante la prima guerra mondiale, Vizzini fece fortuna con i furti di bestiame che veniva poi rivenduto alla Commissione militare che requisiva cavalli ed asini per esigenze belliche e per questo venne denunciato al Tribunale militare di Palermo per frode ma assolto un'ennesima volta per insufficienza di prove.
Nel 1922, come rappresentante di un consorzio di gestori di miniere di zolfo, Vizzini partecipò a riunioni ad alto livello a Roma e Londra in materia di sovvenzioni e tariffe governative, accanto a personalità del calibro di Guido Donegani, amministratore della Montecatini, e Guido Jung, futuro ministro delle Finanze del governo Mussolini. Come riportato da diverse fonti, Vizzini finanziò il viaggio degli squadristi siciliani che parteciparono alla marcia su Roma pianificata da Mussolini.
Nel 1931, durante il regime fascista, fu inviato al confino a Chianciano, dal prefetto Cesare Mori, per i suoi legami con la mafia, facendo ritorno nella sua terra solo nel 1937. Durante il periodo di esilio, riuscì comunque a gestire i propri affari a Villalba, consistenti soprattutto nella compravendita irregolare di bestiame.

### Lo sbarco degli Alleati e il separatismo
Dopo lo sbarco degli Alleati in Sicilia, fu imposto come sindaco di Villalba dall'AMGOT, il governo militare alleato dei territori occupati diretto dal colonnello Charles Poletti, che era alla ricerca di antifascisti da sostituire alle autorità locali fasciste. Lo studioso Michele Pantaleone formulò l'ipotesi (apparsa per la prima volta in alcuni suoi articoli pubblicati sul quotidiano L’Ora di Palermo nell'ottobre 1958 e poi ripresa con più fortuna nel suo famoso best seller Mafia e politica) secondo cui Vizzini venne arruolato insieme al suo associato Giuseppe Genco Russo (boss di Mussomeli) dalle truppe statunitensi su proposta del mafioso italo-americano Charles "Lucky" Luciano per facilitare lo sbarco alleato: Pantaleone affermò che diversi testimoni videro, alla vigilia dell'invasione, un aereo americano che avrebbe lanciato un messaggio diretto a Vizzini consistente in un foulard giallo con una «L» stampata sopra (simbolo di Lucky Luciano) e un carro armato statunitense avrebbe poi prelevato l'anziano capomafia alle porte di Villalba per pianificare i movimenti delle truppe sul territorio nisseno. Oggi la maggioranza degli storici liquidano questa storia come un mito. Lo storico locale Luigi Lumia (che fu sindaco di Villalba per il P.C.I.) riporta una versione dei fatti opposta a quella presentata da Pantaleone: Vizzini si sarebbe limitato a guidare una delegazione di concittadini che accolse le truppe statunitensi al loro arrivo, facendo poi circolare la falsa voce di un suo contributo agli eventi bellici. Lo storico John Dickie afferma che i documenti provano che i contatti di Vizzini con le truppe alleate si svolsero soltanto durante la fase dell'AMGOT in quanto venne utilizzato come informatore dall'OSS (precursore della CIA) con il nome in codice «Bull Frog».
Nel 1972 la Commissione parlamentare antimafia acquisì un dispaccio rimasto fino ad allora segreto e redatto il 21 novembre 1944 dal console generale statunitense a Palermo, Alfred T. Nester, indirizzato al segretario di Stato americano. Oggetto del rapporto: «Incontro dei capi della Mafia col generale Castellano e costituzione di un gruppo favorevole all'autonomia»: «Eccellenza, ho l'onore di riferire che il 18 novembre 1944 il generale Giuseppe Castellano, insieme a capi della Mafia tra cui Calogero Vizzini, ha avuto un colloquio con Virgilio Nasi, capo della notissima famiglia Nasi di Trapani, e gli ha chiesto di assumere la direzione di un movimento per l'autonomia siciliana sostenuta dalla Mafia. [...] Come da me riferito nel dispaccio del 18 novembre 1944, i maggiori esponenti della Mafia si sono incontrati a Palermo [...]».
Nello stesso periodo Vizzini aderì al Movimento Indipendentista Siciliano e il 6 dicembre 1943 partecipò al primo convegno regionale clandestino dei separatisti a Catania. Acceso sostenitore di Andrea Finocchiaro Aprile e Lucio Tasca, Vizzini partecipò anche al progetto dell'EVIS, assoldando diverse bande di briganti operanti nel nisseno. La prima cosa che fecero i banditi al servizio di Vizzini fu uccidere nella piazza di Villalba il maresciallo dei carabinieri Pietro Purpi, che aveva cercato di far rispettare la legge in quel territorio.

### L'attentato di Villalba
Il 16 settembre 1944, il nome di Vizzini ottenne una triste ribalta nazionale a causa di una tentata strage, considerata una delle prime azioni violente a sfondo politico nell'Italia liberata: mentre nella piazza principale di Villalba si teneva un comizio (inizialmente permesso da don Calò e dal sindaco Beniamino Farina, nipote del boss) di Girolamo Li Causi, esponente nazionale del PCI, un attentato mafioso messo in atto dagli uomini di Vizzini con colpi di pistola e il lancio di alcune bombe a mano provocò quattordici feriti, tra cui lo stesso Li Causi e l'attivista locale del PSI Michele Pantaleone, avversario storico di Vizzini. Il processo fu trasferito per legittima suspicione dalla Corte di Assise di Caltanissetta a quella di Cosenza. La parte civile venne rappresentata in dibattimento degli avvocati ex ministri Fausto Gullo e Pietro Mancini e dal senatore Mario Berlinguer (padre di Enrico), mentre Vizzini e gli altri imputati furono difesi dagli avvocati onorevoli Girolamo Bellavista e Aldo Casalinuovo. Il processo si trascinò per quattordici anni ed ebbe la singolarità di presentare Michele Pantaleone nella duplice veste di parte lesa e di imputato perché rispose al fuoco dei mafiosi. Alla fine Vizzini venne condannato ma non scontò un solo giorno di carcere perché ottenne la grazia dal Presidente della Repubblica Giovanni Gronchi.

### Gli ultimi anni
Nel 1945, per affrontare il duplice pericolo del banditismo e dell'agitazione dei contadini, la Principessa di Trabia, Giulia Lanza nata Florio, nominò Vizzini come gabellotto del feudo Micciché, dandogli subito l'incarico di riscuotere i canoni d'affitto del feudo, che ammontavano a 7 milioni di lire all'anno. Nel 1948 Vizzini abbandonò la causa separatista ed, in occasione delle imminenti elezioni politiche, partecipò insieme a Giuseppe Genco Russo al pranzo elettorale della Democrazia Cristiana tenutosi a Villa Igiea a Palermo, a cui era presente anche l'onorevole Calogero Volpe.
Nel 1949 Vizzini era uno degli intestatari di una fabbrica di confetti e dolciumi a Palermo fondata da Lucky Luciano, che la intestò ad un cugino, la quale riuscì ad esportare confetti in Germania, Francia, Irlanda, Canada, Messico e Stati Uniti; però l'11 aprile 1954, sulla scia del clamore suscitato dallo scandalo Montesi, il quotidiano Avanti! pubblicò in prima pagina un articolo scritto da Michele Pantaleone in cui si denunciava che nei confetti prodotti nella fabbrica di Luciano e Vizzini «due o tre grammi di eroina potevano prendere il posto della mandorla». Quella notte stessa, la fabbrica venne chiusa e i macchinari smontati e portati via.
Nel 1950 il giornalista Indro Montanelli lo intervistò per il Corriere della Sera e Vizzini spiegò chiaramente il suo ruolo da capomafia: «Il fatto è che in ogni società, ci deve essere una categoria di persone che aggiustano le situazioni, quando si fanno complicate. In genere sono i funzionari dello Stato. Là dove lo Stato non c’è, o non ne ha la forza sufficiente, ci sono dei privati». Anche il giornalista e politico Luigi Barzini lo incontrò e ne fece un ritratto per il suo libro The Italians (1964), in cui presentava la mentalità italiana al pubblico statunitense.
Vizzini morì nel 1954, all'età di settantasei anni. La notizia fu annunciata addirittura dal New York Times e l'amministrazione comunale di Villalba proclamò il lutto cittadino. Al suo funerale partecipò tutta la popolazione villalbese e numerosi boss mafiosi arrivati da ogni parte della Sicilia. I giornali dell'epoca scrissero che il suo successore come capo supremo della mafia fu Giuseppe Genco Russo ma oggi gli storici ritengono che questa carica non sia mai esistita e che Vizzini non fu il «capo dei capi» ma soltanto una figura carismatica all'interno dell'organizzazione.

## Influenza culturale
- Vizzini è tra i protagonisti del film-documentario Il sasso in bocca (1970), diretto da Giuseppe Ferrara con la consulenza di Michele Pantaleone, in cui è interpretato da un attore non professionista.
- Vizzini appare nella prima missione del videogioco Mafia II durante lo sbarco in Sicilia.
- Il personaggio di Don Calò che compare nel film In guerra per amore di Pierfrancesco Diliberto è ispirato a Vizzini.
- Nella mod "Kaiserredux" del videogioco Hearts of Iron 4 Vizzini è uno dei possibili leader dell'Italia